# عزلة حملان (حجة)

تعديل مصدري - تعديل

عزلة حملان هي إحدى عزل مديرية مدينة حجة في محافظة حجة اليمنية ويبلغ تعداد سكانها 3860 نسمة حسب التعداد السكاني في اليمن لعام 2004.

## روابط خارجية
- الجهاز المركزي للإحصاء بالجمهورية اليمنية
- المركز الوطني للمعلومات باليمن
- World Gazetteer:Yemen
- الدليل الشامل